# Батятичі (зупинний пункт)
Батя́тичі — пасажирський залізничний зупинний пункт Львівської дирекції Львівської залізниці на неелектрифікованій лінії Сапіжанка — Ковель між станціями Сапіжанка (4 км) та Добротвір (9 км). Розташований  в місті Кам'янка-Бузька Львівського району Львівської області.

## Пасажирськие сполучення
На платформі Батятичі зупиняються приміські поїзди сполученням Львів — Сокаль.